# Premier ministre de la Dominique
Le Premier ministre de la Dominique (en anglais : Prime Minister of Dominica) est le chef de gouvernement du Commonwealth de la Dominique. 
Le titulaire actuel de la fonction est Roosevelt Skerrit depuis le 8 janvier 2004.

## Histoire
Alors que le pays est toujours une colonie du Royaume-Uni, Franck Baron est nommé « Chef du gouvernement » (en anglais : Leader of the Government). Le 21 janvier 1960, il change de titre et est nommé « Ministre en chef » (Chief Minister). Son successeur, Edward Olivier LeBlanc, change également de titre en étant nommé littéralement « Premier de la Dominique » (Premiers of Dominica), le plus souvent traduit par Premier ministre. 
Le 3 novembre 1978, lorsque la Dominique devient indépendante, le chef du gouvernement change une dernière fois de titre pour se nommer Premier ministre (en anglais : Prime minister). La première personne à porter ce titre est Patrick John.